# Sakijang Bendera
Isla Sakijang Bendera (también conocida por su nombre en inglés como Saint John's Island; en chino: 圣约翰岛 / 棋樟山; en malayo: Pulau Sakijang Bendera; y en tamil: புனித ஜான் தீவு) es una de las islas del sur de Singapur. Se encuentra a unos 6,5 km al sur de la isla principal de Singapur, fuera de los estrechos de Singapur.
La isla, anteriormente albergaba una estación de cuarentena para los casos de cólera detectados entre los inmigrantes a finales de 1800, ya partir de 1901, las víctimas de beri-beri también fueron llevadas a la isla. En 1930, la isla ganó el reconocimiento mundial como un centro de cuarentena de detección inmigrantes asiáticos y peregrinos que regresaban de La Meca. El centro de cuarentena fue finalmente también utilizado para albergar a las víctimas de otras enfermedades, como la lepra. Cuando la inmigración masiva se canceló a mediados de 1900, la isla se utilizó para albergar una colonia penal y un centro de rehabilitación de drogas. La isla montañosa de unas 40,5 hectáreas (0,40 km²) fue transformada en 1975 en una retirada y tranquila isla con piscinas, lagunas, playas, áreas de pícnic, rutas de senderismo y campos de fútbol. La isla es también un refugio para una gran cantidad de flora y fauna, y es popular para las visitas de fin de semana.
La isla, supuestamente encantada de acuerdo con algunas tradiciones locales, fue el sitio de anclaje de Sir Stamford Raffles antes de reunirse con el jefe malayo de Singapur en 1819.
También está situada en la isla el Instituto tropical de Ciencias Marinas, la Autoridad de Agroalimentación y Veterinaria, y el centro Marino de Acuicultura de Singapur. Un centro de detención para inmigrantes ilegales se mantiene.
Las pernoctaciones sólo son pemitidas a los ocupantes de un bungalow de vacaciones y a los campamentos vacacionales.